# Inés Echeverría
Inés Echeverría Bello o Inés Echeverría de Larraín (Santiago, 22 de diciembre de 1868-ibídem, 13 de enero de 1949) fue una novelista, ensayista y periodista chilena, activa desde 1904 hasta su muerte. Fue la figura más representativa del Espiritualismo de Vanguardia y una de las principales mujeres del Feminismo Aristocrático de su época. Su principal seudónimo fue "Iris".

## Biografía

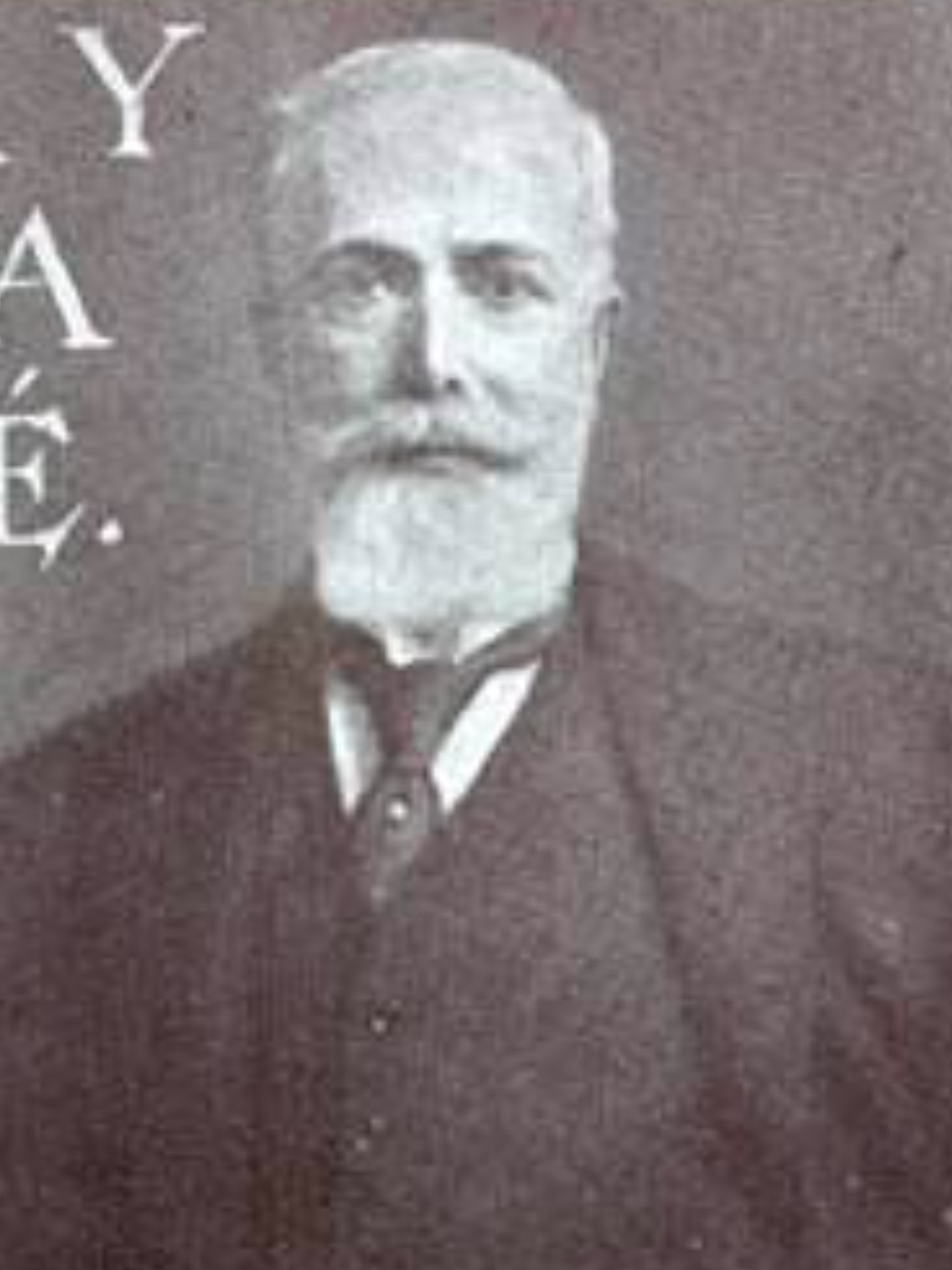
Joaquín Larraín Alcalde, su esposo.

Nació en el seno de familia de clase alta. Fue bisnieta de Andrés Bello, siendo la única hija de Félix Echeverría y Valdés y su esposa Inés Bello y Reyes. Al momento de nacer, su madre murió debido a complicaciones propias del parto. Por a ello fue criada por su tía paterna Dolores Echeverría y Valdés.
Era prima de Rebeca Matte Bello y media hermana de Vicente Echeverría Larraín, periodista y diplomático. Además de íntima amiga de Eliodoro Yáñez y Arturo Alessandri, con quienes colaboró desde la década de 1910. 
Aún a fines del siglo XIX, las familias acomodadas educaban a sus hijas en el hogar por medio de institutrices, a pesar de haberse instaurado la educación femenina escolar por algunas congregaciones en aquella misma época, y haberse decretado la autorización para que las mujeres pudieran acceder a la universidad en 1877 (decreto Amunátegui). Por el carácter conservador y católico de la familia Echeverría, Inés fue educada a la antigua usanza: religión, música, bordado, francés e inglés.
El 10 de abril de 1892 se casó con el capitán de Ejército Joaquín Larraín Alcalde, hijo de José Patricio Larraín Gandarillas y de Carolina Alcalde Velasco. Se instalaron en la casa paterna de Inés; de este matrimonio nacieron cuatro hijas: Rebeca, Iris, Luz e Inesita.

## Producción literaria
Desde pequeña inició un diario personal, el cual escribía en francés, declarando, ya adulta en una entrevista dada a Amanda Labarca en 1915, que prefería esta legua al castellano, pues este último era la lengua que representaba la sociedad que constreñía a la mujer además de ser el idioma de la cocinera. Sin embargo, la mayor parte de su obra fue escrita en castellano y nunca vivió en el extranjero, aunque pasó largas temporadas en diversos lugares de Europa, principalmente París, haciendo también una peregrinación hacia Jerusalén.
Católica activa hasta los 30 años, comenzó su transformación teosófica y espiritualista a inicios del siglo XX, aunque nunca perdió el nexo con las figuras cristianas que para ella eran centrales.
Inés Echeverría Bello fue una rebelde frente a las convenciones conservadoras de su clase social respecto al rol de la mujer.
En 1904, publicó su primer libro Hacia el Oriente en forma anónima. Luego utilizó generalmente el seudónimo Iris, aunque también usó los de Inés Bello y Rainbow.
La única obra que publicaría con su nombre fue Por él, libro en el que da testimonio de todos los antecedentes de la tragedia en que el esposo de su hija Rebeca, Roberto Barceló, asesina a su esposa. El libro es al mismo tiempo un alegato para conseguir justicia: Roberto Barceló será fusilado.
Luego de un largo viaje a Europa y Tierra Santa, en 1905, y tras el nacimiento de su cuarta y última hija y la publicación de su primer libro, inició en su casa tertulias literarias a las que asistía la élite intelectual de la época, con personajes como Augusto D'Halmar, Luis Orrego Luco, Hernán Díaz Arrieta (Alone), Joaquín Edwards Bello, Mariano Latorre, Luis Arrieta Cañas, Mariana Cox Méndez (Shade), Fernando Santiván, Teresa Prats, Vera Zouroff, entre otros.
En 1910 publicó cuatro libros que remecen el ambiente por su contenido crítico: Perfiles Vagos, Tierra Virgen, Emociones Teatrales y Hojas Caídas.
En 1922 se convierte en la primera mujer académica en la Facultad de Filosofía y Letras de la Universidad de Chile.
Para algunas autores, su trabajo se puede enmarcar dentro del denominado feminismo aristocrático, entre las que también se encuentran otras escritoras como Vera Zouroff, Mariana Cox Méndez, Teresa Wilms Montt, María Luisa Fernández de García Huidobro y Ximena Morla Lynch, entre varias otras.
En total publicó 18 libros y una centena de artículos en diarios, como La Nación y El Mercurio, y en las revistas Zig-Zag y La Familia, entre otras.

## Feminismo y participación política
En 1915 Inés Echeverría Bello participó de la fundación del Club de Lectura, iniciado por Amanda Labarca y en 1916 del Club de Señoras, ambas instancias en las cuales las mujeres de la aristocracia burguesa santiaguina podían desarrollar sus discusiones intelectuales, políticas y en donde se iría gestando el movimiento feminista a inicios del siglo XX. Estas mujeres, a su vez, entraron en estrecha relación con la juventud de vanguardia, jóvenes estudiantes universitarios con intereses artísticos, políticos y sociales, quienes en su conjunto apoyaron la candidatura de Alessandri para 1920.
La participación en esta candidatura populista por parte de Inés Echeverría y toda la efervescencia social e intelectual del momento es extensamente relatada en sus Memorias, publicadas póstumamente por su nieta en 2005.

## Obras
- Hacia el Oriente, Zig-Zag,

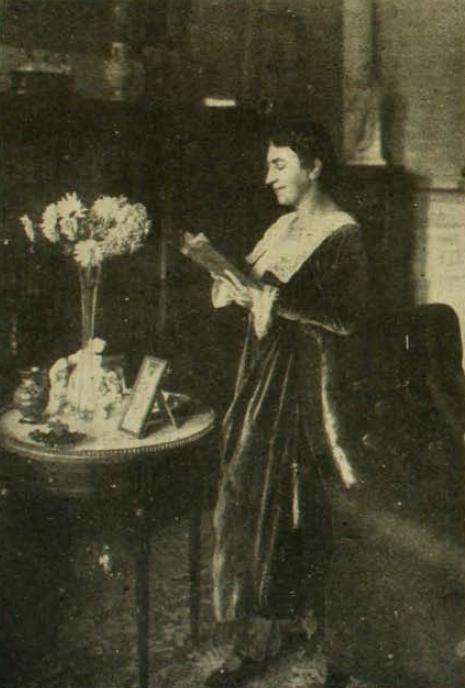
Inés Echeverría Bello.

- Emociones teatrales, Santiago: Imprenta Barcelona, 1910.
- Hojas caídas. Santiago: Imprenta Universitaria, 1910.
- Entre deux mondes. París: Bernard Grasset, editeur, 1914.
- La Hora de queda. Santiago: Imprenta Universitaria, 1918. (novelas cortas)
- Cuando mi tierra nació. Santiago: Nascimento, 1930. (novela histórica)
- Nuestra raza: a la memoria de Andrés Bello: su 4ª generación. Santiago: Universitaria, 1930.
- Alessandri: evocaciones y resonancias. Santiago: Empresa Letras, 1932?.
- Por él. Santiago: Imprenta Universitaria, 1934.
- Entre dos siglos. Santiago: Eds. Ercilla, 1937.
- Cuando mi tierra era niña. Santiago: Nascimento, 1942. 2v. (novela histórica)
- Cuando mi tierra fue moza. Santiago: Nascimento, 1943-46. 3v. (novela histórica)
- Au-delà-- : poème de la douleur et de la mort: fragments d'un journal de la mort. Santiago: Imprenta La Sudamericana, 1948
- Fue el enviado: no lo olvidemos. Santiago: Nascimento, 1950 (póstumo)
- Memorias de Iris. 1899-1925. Santiago: Aguilar, 2005. (traducidas del francés)

### Sobre Inés Echeverría
- ALONE. 1976. Pretérito imperfecto: memorias de un crítico literario. Santiago: Nascimento.
- ABURTO GUZMÁN, Claudia. 1998. “La mutagénesis de las escritoras chilenas a principios del siglo XX”. Universidad de Arizona: Tesis de Doctorado.
- ALVARADO CORNEJO, Marina. 2009. “Contra-tradición: prácticas críticas y desestabilizadoras de escritoras chilenas de principios del siglo XX”. Ogigia. Revista Electrónica de Estudios Hispánicos 5, pp. 41-51.
- AMARO CASTRO, Lorena. 2011. “Que les perdonen la vida: autobiografías y memorias en el campo literario chileno”. Revista Chilena de Literatura 78, pp. 5-28.
- AMARO CASTRO, Lorena. 2012. “Estrategias del yo: construcción del sujeto autorial en los textos de cinco autobiógrafas chilenas”. Literatura y Lingüística 26, pp. 15-28.
- AMARO CASTRO, Lorena. 2013. “Encuadres de la memoria: Cartografías y genealogías en los textos de Martina Barros e Inés Echeverría”. Anales de Literatura Chilena 19 (14), pp. 137-157.
- ARCE, Magda. 1942. “Mariano Latorre, novelista chileno contemporáneo”. Revista Iberoamericana 9 (5), pp. 121-130
- ARRE MARFULL, Montserrat. 2017. “De Sangre y de Raza: Imaginarios nacionales y biográficos en una escritora de la élite. Chile en la transición siglos XIX-XX”, en Raquel Crespo-Vila y Sheila Pastor (Eds.), Dimensiones: el espacio y sus significados en la literatura hispánica, ALEPH-Biblioteca Nueva, Madrid, pp. 33-44.
- ARRE MARFULL, Montserrat. 2020. “Mujer, clase e historia nacional a través de una lectura independiente de paratextos literarios en la obra “Alborada” de Iris (1930-1946)”, Vorágine: Revista Interdisciplinaria de Humanidades y Ciencias Sociales, vol. 2 n°3, pp. 78-100.
- ARRE MARFULL, Montserrat. 2020. “Inés Echeverría Bello/Héctor Bello: alter ego y escritura femenina chilena en la tercera parte de la serie histórico/memorialística Alborada (1943-1946)”, Letras (Lima) n° 134, vol. 91, pp. 30-47.
- ARRE MARFULL, Montserrat. 2022. “Razas, castas y clases en las letras chilenas durante la expansión nacional: la escritura en prensa de Jotabeche, Rosario Orrego, Manuel Concha, Iris y Ga Verra”, América sin Nombre, n° 27, pp. 9-25.
- ARRE MARFULL, Montserrat. 2022. “Raza y literatura en Iris: la serie histórico-memorialística Alborada y las representaciones raciales en una obra clave del espiritualismo de vanguardia. Chile 1930-1946”, Kipus: Revista Andina De Letras Y Estudios Culturales, n°52, pp. 125–148.
- ARRE MARFULL, Montserrat. 2022. “Presencias y ausencias: análisis comparado de tres narrativas sobre la Independencia en la escritura de V. F. López, Rosario Orrego e Iris (Chile, 1845-1930)”, Revista Humanidades (Costa Rica), Vol. 12, n°1, pp. 1-15.
- CÁRDENAS, María Teresa. 2008. “El otro alumbramiento: mujeres escritoras en la literatura chilena”. Revista Universum, 23 (1), pp. 289-298.
- ECHEVERRÍA, Mónica. 1996. Agonía de una irreverente. Santiago de Chile: Sudamericana.
- ESPINOSA H., Patricia. 2007. “La subjetividad nómade de Inés Echeverría Bello: Entre dos Siglos (Diario Íntimo)”. Inti: Revista de Literatura Hispánica 65, pp. 133-151.
- FERREIRO GONZÁLEZ, Carlos. 2006. “La prosa narrativa de vanguardia en Chile”. Universidade da Coruña: Tesis de Doctorado.
- GARABANO, Sandra. 2016. “Subjetividad, bilingüismo y nación en las ‘Memorias’ de Inés Echeverría Bello”. Letras Femeninas, 2 (36), pp. 109-121.
- GEEL, María Carolina. 1964. “Chile”. En El hombre en la literatura de la mujer, Else Hoppe (ed.). Madrid: Gredos, pp. 418-422.
- GONZÁLEZ-VERGARA, Ruth. 1993. Nuestras escritoras chilenas: una historia por descifrar. Santiago de Chile: Guerra y Vergara.
- HURTADO, María de la Luz. 2008. “Escribir como mujer en los albores del siglo XX: construcción de identidades de género y nación en la crítica de Inés Echeverría (Iris) a las puestas en escena de teatro moderno de compañías europeas en Chile”. Revista Aisthesis 44, pp. 11-52.
- KOTTOW, Andrea. 2013. “Feminismo y femineidad: escritura y género en las primeras escritoras feministas en Chile”. Atenea 508, pp. 151-169.
- LECAROS, Josefina. 1999. “Una semblanza de Iris (Inés Echeverría de Larraín) a los 50 años de su muerte (1949-1999)”. Universidad Finis Terrae (Chile): Tesis de Licenciatura en Historia.
- OSES, Darío. 2012. “La conversación literaria: un capítulo de la historia de la lectura en Chile. Salones, tertulias, ateneos, en Chile, en los siglos XIX y XX”. Anales de Literatura Chilena, 17 (13), pp. 35-59.
- POBLETE ALDAY, Patricia y Carla RIVERA ARAVENA. 2003. “El feminismo aristocrático: violencia simbólica y ruptura soterrada a comienzos del siglo XX”. Revista de Historia Social y de las Mentalidades 7, pp. 57-79.
- PRADO TRAVERSO, Marcela. 1999. “Inés Echeverría Bello (Iris) (1868-1949)”. En Escritoras Chilenas. Tercer Volumen. Novela y Cuento. Santiago de Chile: Cuarto Propio, pp. 43-66.
- PRADO TRAVERSO, Marcela. 2005. Escritoras chilenas de la transición. Siglo XIX – XX, Valparaíso: Universidad de Playa Ancha.
- SÁNCHEZ, Luis Alberto. 1976. Proceso y contenido de la Novela Hispano-Americana. Madrid: Editorial Gredos (1.ª edición 1953).
- SANDOVAL CANDIA, Oriette y ARRE MARFULL, Montserrat. 2018. “Mirada imperial sobre territorios del confín durante el fin de siècle. El caso de dos viajeras en Chile: Florence Dixie e Iris (Inés Echeverría Bello)”. Alpha. Revista de Artes, Letras y Filosofía, n° 47, pp. 9-30.
- SUBERCASEAUX, Bernardo. 2004. Historia de las ideas y la cultura en Chile. Tomo III El Centenario y las Vanguardias. Santiago de Chile: Universitaria.
- SUBERCASEAUX, Bernardo. 2000. “Las mujeres también escriben malas novelas (sujeto escindido e híbrido narrativo)”. Revista Chilena de Literatura 56, pp. 93-103.
- TRAVERSO MÜNNICH, Ana. 2012. “Primeras escritoras en Chile y autorización del oficio literario”. Anales de Literatura Chilena 17 (13), pp. 61-80.
- TRAVERSO MÜNNICH, Ana. 2013. “Ser Mujer y escribir en Chile: Canon, crítica y concepciones de género”. Anales de Literatura Chilena 20 (14), pp. 67-90.
- VICUÑA, Manuel. 2010. La Belle Époque chilena. Alta sociedad y mujeres de elite en el cambio de siglo. Santiago de Chile: Catalonia (1.ª edición 2001).
- ZALDÍVAR, María Inés. 2015. “Luis Omar Cáceres y su búsqueda de la emoción desnuda”. Anales de Literatura Chilena 23 (16), pp. 203-211.